# Laonikosz Khalkokondülész
Laonikosz Khalkokondülész (latinul: Chalcocondyles), (1423 körül – 1490 körül) bizánci görög történetíró. A Laonikosz humanista utónév, eredetileg valószínűleg Nikolaos volt a keresztneve.

## Életrajza
Athénban született 1423-ban vagy 1430-ban és ismeretlen helyen halt meg 1490-ben. Előkelő athéni családból származott, a család valószínűleg a 15. század közepén menekült át Itáliába, ahol Khalkokondülész a görög irodalmat tanulmányozta. Démétriosz Khalkokondülész unokatestvére volt. 1447-ben Pléthón tanítványaként
nyelvészetet és filozófiát tanult Mistrában. Életének részleteit nem ismerjük.

## Munkássága
Az 1480-as években írta meg történeti munkáját az Apodeixis historión-t (Történeti ábrázolás) tíz könyvben. A mű az 1298-tól 1463-ig tartó időszakot öleli fel, és a Bizánci Birodalom bukását, valamint az egyre erősödő oszmán török előrenyomulást örökíti meg. Részletesen tárgyalja az ottomán birodalom születését. Forrásait például a szultáni iratokból merítette, s így művéből tájékoztatást kaphatunk a török intézményekről is. Munkájának jelentősége Bizánc és az ottomán birodalom küzdelmének bemutatásában áll. Ennek alapja Hérodotosz görög-perzsa háborúkról szóló, Historiai (Történelem) című munkája. Követte az antik, illetve bizánci történetírás és földrajztudomány hagyományát. A hely-, illetve népneveket antik, ógörög formájukban írta le. Hérodotosz hatása művének egész szerkezetén érződik. Stílusában Thuküdidész-t követte és az ógörög szókincset használta. A műben részletesen kitér ismeretlen országokra és emberekre. Jelentősége a kitérőkben áll, ezekben említi
többek között Oroszországot, Romániát, a szlávokat, Magyarországot és Erdélyt; név szerint pedig Zsigmondot (Zsigmond magyar király) és Mátyás királyt:

„...Nem sokkal később sikerült megszöknie, s megszerezte a királyi méltóságot, apja híveinek segítségével királlyá választották. Kincseivel, amelyet igen nagy számban szerzett, úgy látszik, oly nagy sereget tartott, amilyen Pannoniában még nem volt, s így jutott a pannon királyságra. Ilokes (Újlaki) azonban, aki Hunyadinak is ellensége volt, amikor annak fia király lett, azzal is szembeszegült, és nem akart engedelmeskedni neki. Végül kibékült vele, szerződést kötöttek, és alávetette magát. Így ment át a hatalom Pannoniában Khoniatész fiára, a kisebbikre. Harcolt Albert római császár ellen is, nagy haditetteket hajtott végre. Prágát és a cseheket hatalma alá hajtotta, úgyhogy mindkét királyság őt uralta." .”

– Laonikosz Khalkokondülész : „Apodeixisz hisztorión" (Kapitánffy István fordítása)

Leírta az akkor ismert világ egészét. Khalkokondylés világnézetét minden bizonnyal nagymértékben befolyásolta a reneszánsz. Szinte biztosra vehető, hogy nemcsak antik történetírókra és a bizánci történetírás hagyományára támaszkodott, hanem a reneszánsz is nagy hatással volt rá. A műben személyes sorsa nem kerül felszínre, de világnézete világosan kitűnik. Nem értett egyet a középkori bizánci keresztény gondolkodással, inkább az antik kulturális hagyaték továbbörökítésében látta a történelmi esélyt. Régies (archaizáló) nyelve helyenként szinte érthetetlenné teszi írását. Művében többször hagyatkozik babonákra és elbeszélésekre is, valamint időrendi hiányosságok is felfedezhetőek a munkában.

## Művei
- Kiadás: DARKÓ J. (ed.): Laonici Chalcocondylae historiarum demonstrationes I-II. Budapest 1923-1927. Magyarul, szemelvények: HADZISZ, D. – KAPITÁNFFY I. (szerk.) A bizánci irodalom kistükre. Budapest 1974, 255-256; 801-808; 815-818.
- William Miller: The Last Athenian Historian. JHS 42 (1922) 36-49.
- DITTEN, H.: Der Russland Exkurs des Laonikos Chalkokondyles. Berlin 1968. WIFSTRAND. Albert: Laonikos Khalkokondyles, der letzte Athener. Ein Vortrag : nebst einem Lund 1972. VRYONIS, Speros: Laonikos Chalkokondyles and the Ottoman Budget. International Journal of Middle East Studies 7 (1976) 423-432.
- Nikolaos Nikoloudis: Laonikos Chalkokondyles on the Council of Florence. Ekklesiastikos Pharos 3 (1992) 132-134.
- Jonathan Harris: Laonikos Chalkokondyles and the Rise of the Ottoman Empire. BMGS 27 (2003) 153-170.

### Szakirodalom (1978-2006)
Rövidítések:
- BMGS: Byzantine and Modern Greek Studies
- BSl: Byzantinoslavica
- BZ: Byzantinische Zeitschrift
- JÖB: Jahrbuch der österreichischen Byzantinistik
- LMA: Lexikon des Mittelalters

Szakirodalom:
- GAMILLSCHEG, Ernst: Der Kopist des Par. gr. 428 und das Ende der Großkomnenen. JÖB 36 (1986) 287-300.
- GRÜNBART, Michael: [NIKOLOUDIS, Nikolaos: Laonikos Chalkokondyles: A Translation and Commentary of the “Demonstrations of Histories” (Books I-III). (Historical Monographs 16) Athens (Historical Publications St. D. Basilopoulos) 1996. pp. 391]. BSl 58 (1997) 418-421.
- HARRIS, Jonathan: Laonikos Chalkokondyles and the Rise of the Ottoman Empire. BMGS 27 (2003) 153-170.
- HUNGER, Herbert: Die hochsprachliche profane Literatur der Byzantiner I-II. München 1978, I: 458-459.
- KAKOULIDI, E.: Die griechischen Handschriften der Universitätsbibliothek München. BZ 63 (1970) (…)
- KARAYANNOPULOS, J. -WEISS, G.: Quellenkunde zur Geschichte von Byzanz II. Wiesbaden 1982, 519-520.
- KALIVODA, Jan – DOSTÁLOVÁ, R. (ford.): LAONIKOS CHALKOKONDYLES: Poslední zápas Byzance (Apodeixis historión). Praha (Odeon) 1988.
- KAZHDAN, A. P.: CHALKOKONDYLES, Laonicos. LMA II (1983) 1655-1656.*
- Moravcsik Gyula: Byzantinoturcica I: Die byzantinischen Quellen der Türkvölker. Berlin 19582 [Leiden (Brill) 19833].
- NEHRING, K.: Matthias Corvinus, Kaiser Friedrich III. und das Reich. Zum Hunyadisch-habsburgischen Gegensatz im Donauraum. (Südosteuropäische Arbeiten 72) München 19892, 13-23.
- NIKOLOUDIS, Nikolaos: Laonikos Chalkokondyles on the Council of Florence. Ekklestiastikos Pharos 3 (1992) 132-134.
- NIKOLOUDIS, Nikolaos: Laonikos Chalkokondyles: A Translation and Commentary of the “Demonstrations of Histories” (Books I-III). (Historical Monographs 16) Athens (Historical Publications St. D. Basilopoulos) 1996. pp. 391.
- REINSCH, Diether R.: [NIKOLOUDIS, Nikolaos: Laonikos Chalkokondyles: A Translation and Commentary of the “Demonstrations of Histories” (Books I-III). (Historical Monographs 16) Athens (Historical Publications St. D. Basilopoulos) 1996. pp. 391]. BZ 91 (1998) 566-571.
- SCHMIDT, R.: Fridrich III. (1440-1493): In: BEUMANN H. von (hrsg.): Kaisergestalten des Mittelalters. München 19852, 320-321.
- WURM, Herbert – GAMILLSCHEG, Ernst: Bemerkungen zu Laonikos Chalkokondyles. JÖB 42 (1992) 213-219.
- WURM, Herbert: Der Codex Monacensis gr. 307a. Ein Beitrag zur Überlieferungsgeschichte des Laonikos Chalkokondyles. JÖB 44 [= ΑΝΔΡΙΑΣ. Festschrift für H. HUNGER zum 80.Geburstag.] (1994) 455-462.
- WURM, Herbert: Handschriftliche Überlieferung der ΑΠΟΔΕΙΞΕΙΣ ΙΣΤΟΡΙΩΝ des Laonikos Chalkokondyles. JÖB 45 (1995) 223-232.
- ZÓGRAPHOPULOS/Ζωγραφόπουλος: Ο Λαόνικος Χαλκοκονδύλης και οι απόψεις του για τους Οθωμανούς Τούρκους. Επανέκδοση, Ξάνθη: ΣΠΑΝΙΔΗΣ 2002 pp. 120 [Laonikos Chalkokondyles and his Thoughts on the Ottoman Turcs].